# Nagylankás
Nagylankás (Luncavița), település Romániában, a Bánságban, Krassó-Szörény megyében.

## Fekvése
A Szemenik-hegység keleti lejtői alatt, Teregova és Kismiháld közt fekvő település.

## Története
Nagylankás nevét 1440-ben említette először oklevél Naglukavicza, Kyslukavicza néven, tehát ekkor már népes település lehetett, mivel már mint két különálló Lankás nevű település: Nagy- és Kislankás is volt egymás mellett. 1774-ben Lukavicza, 1808-ban Lungavicza, 1888-ban Lunkavicza, 1913-ban Nagylankás néven írták.
1910-ben 1300 lakosából 1268 román, 2 magyar, melyből 1287 görögkeleti ortodox volt.
A trianoni békeszerződés előtt Krassó-Szörény vármegye Teregovai járásához tartozott.
A település határában barnaszénbányák voltak.